# Martin Vohánka
Martin Vohánka (* 11. prosince 1975, Most) je český podnikatel a filantrop.
Žije v Praze se ženou a synem. V roce 1995 založil společnost W.A.G. payment solutions, známou pod obchodní značkou Eurowag). V roce 2014 získal ocenění Podnikatel roku ve Středočeském kraji v soutěži EY Podnikatel roku.

## Život
Martin Vohánka se narodil v roce 1975 v Mostě. Už jako student střední školy prodával životní pojištění. Po maturitě si založil vlastní pojišťovací kancelář v Ústí nad Labem. Své první zkušenosti využil v dalším podnikání a v roce 1995 založil společnost W.A.G. payment solutions.
Je držitelem titulu MBA z University of Pittsburgh a OPM z Harvard Business School. Přednáší na Vysoké škole ekonomické. V roce 2014 získal ocenění v soutěži EY Podnikatel roku Středočeského kraje. Časopis Forbes jeho jmění k roku 2021 odhadl na 10,5 mld. Kč, což ho řadilo na 30. místo v žebříčku nejbohatších Čechů.
Je včelařem, dva úly nechal instalovat i na střeše své firmy Eurowag v Praze.

## Kariéra
První pracovní zkušenosti Martin Vohánka získal ještě jako student při práci ve skladu a prodeji zeleniny, později při studiu na průmyslové škole prodával životní pojištění.
V roce 1994 odmaturoval, v roce 1995 založil firmu W.A.G. Ta je známá pod názvem Eurowag a je poskytovatelem integrovaných platebních služeb a mobility.
V roce 2000 společnost představila palivové karty. V roce 2006 začaly vznikat zahraniční pobočky a k nabídce přibyla služba plateb mýta. V roce 2014 představil v Eurowagu služby mobility – refundace daní, navigace a další. V roce 2016 vstoupil do firmy W.A.G. bostonský fond TA Associates a koupil minoritní 33% podíl. V říjnu 2021 vstoupil s firmou Eurowag na prémiový segment londýnské burzy, kde nabídl 113 miliónů akcií. Martin Vohánka měl na konci roku 2021 ve firmě podíl 48 %.

## Filantropické aktivity

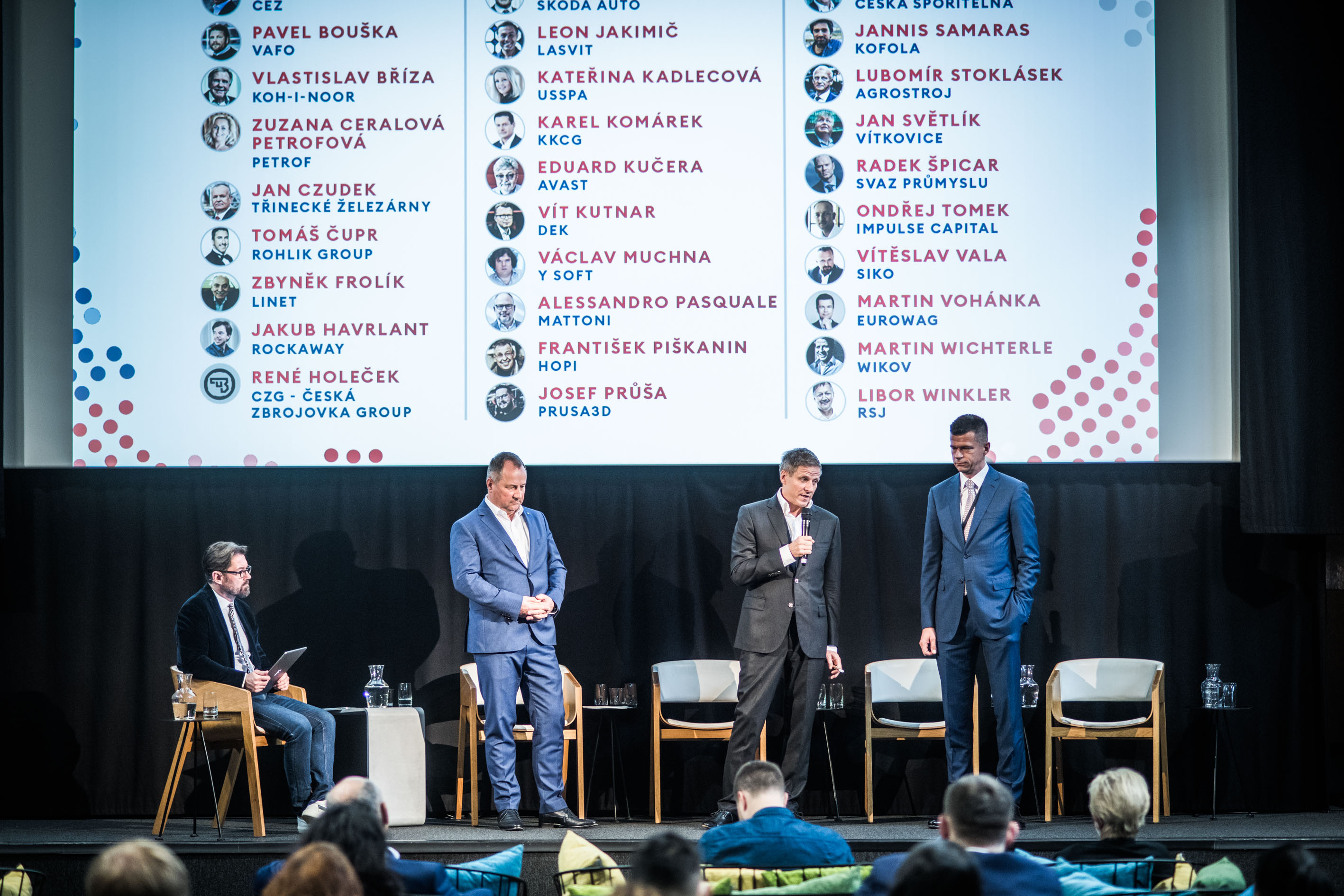

Martin Vohánka je jedním ze spoluzakladatelů Nadačního fondu nezávislé žurnalistiky a byl investorem Deníku N. V listopadu 2016 založil Nadaci BLÍŽKSOBĚ, která má za cíl podporu demokracie a ochranu svobody, také reformu vzdělávacího procesu v České republice.
Byl také jedním z iniciátorů a signatářů výzvy „Druhá transformace ekonomiky ČR“.
Ročně pak na dobročinnost vynaloží 20 až 30 miliónů korun.